# 钙编码

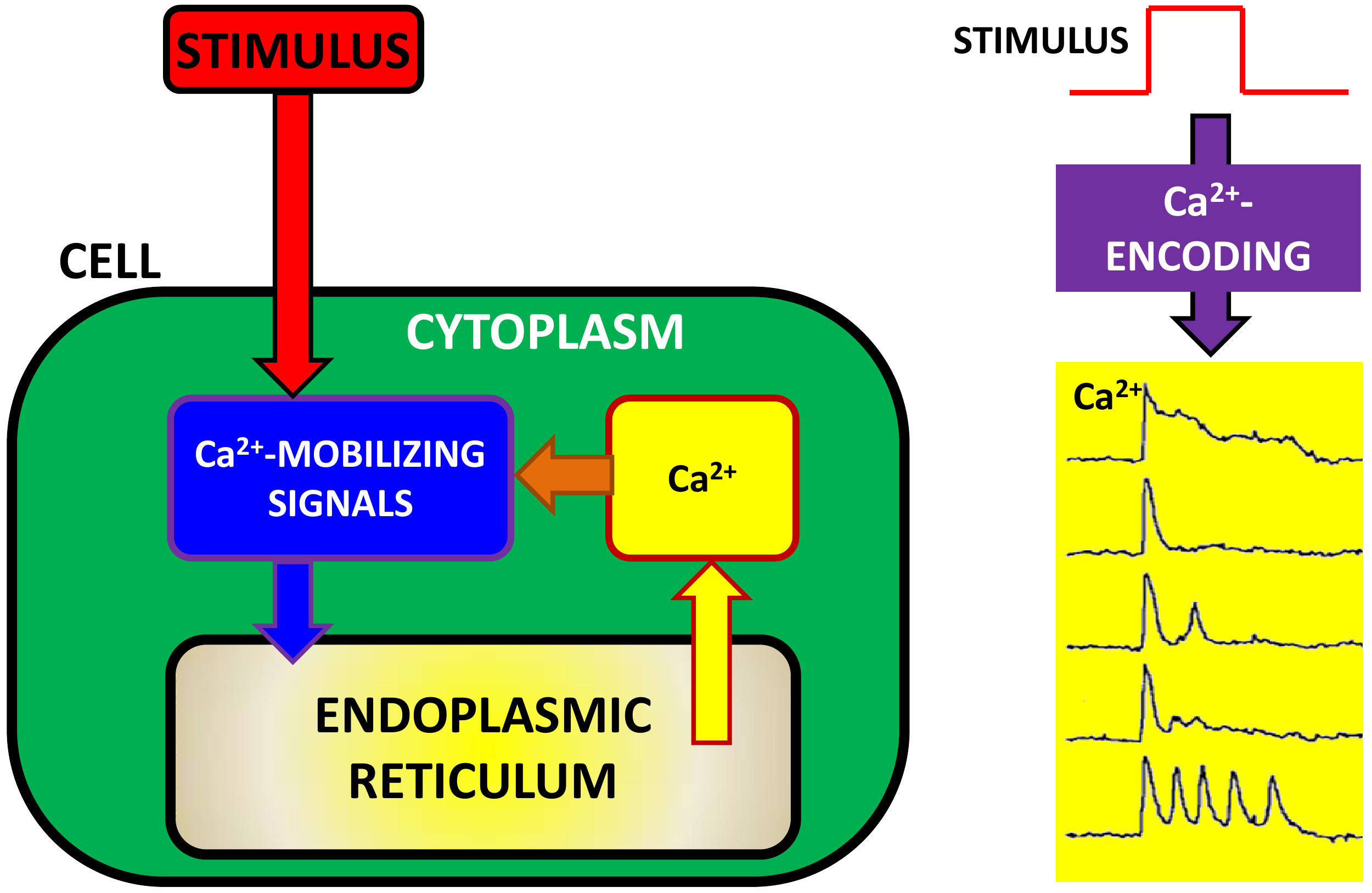
钙编码的原理。细胞内钙信号转导的图示和钙编码角度的等价描述。

钙编码（或称Ca2+编码或者钙信号处理）是一种被很多细胞用于传递、处理和编码细胞探测到的外部信号的胞内信号通路。在细胞生理学中胞外信号通常被转化为胞内钙动力学。钙编码的概念解释了Ca2+如何作为细胞内信使，在细胞内传递信息以调节其活性。鉴于Ca2+在细胞生理学中的广泛存在，钙编码也被认为是表征健康与疾病的潜在工具。 钙编码的数学基础在上世纪90年代由Joel Keizer和Hans G. Othmer在钙模型方面的工作开创，在最近由Eshel Ben-Jacob, Herbert Levine以及其同事重新进行了研究。 

## AM,FM和AFM型钙编码

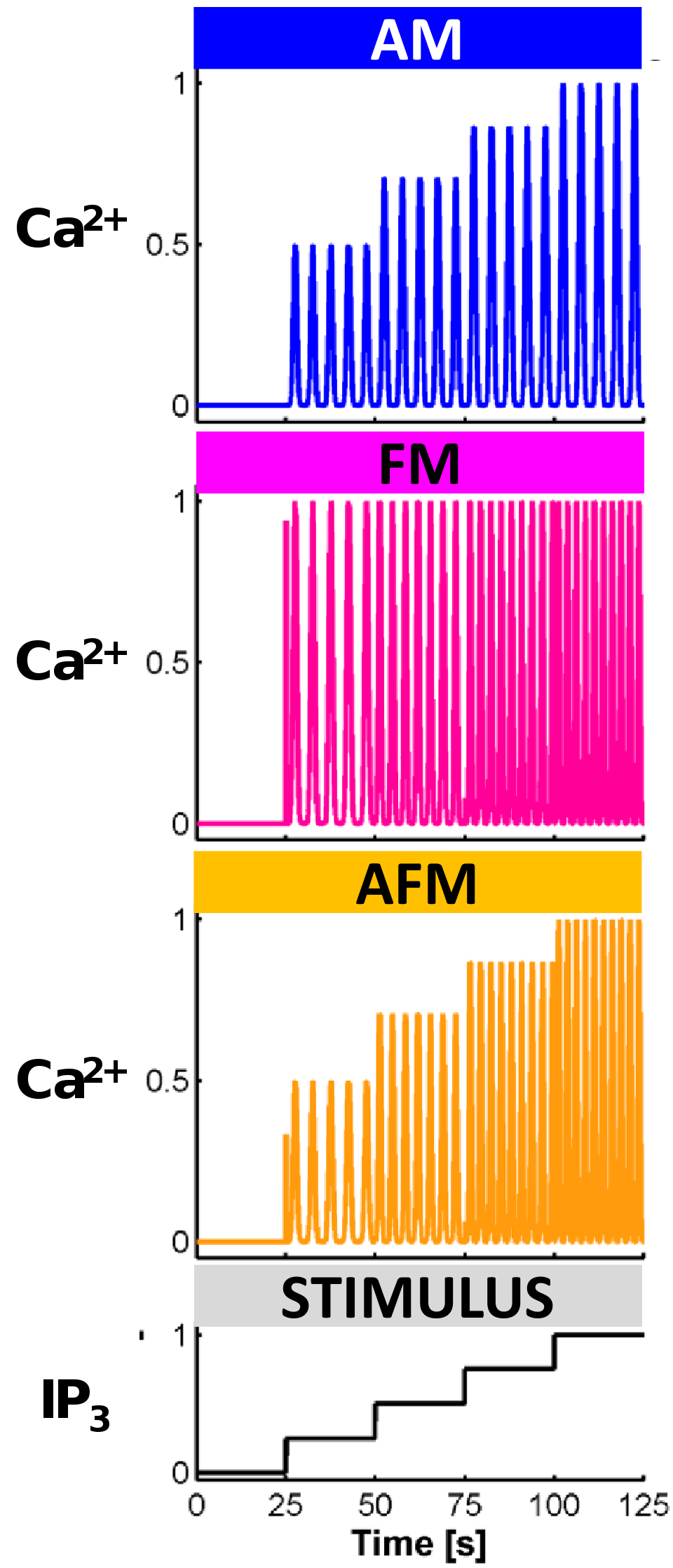
钙编码的基本模式。AM, FM和AFM编码Ca^{2+}振荡对应于电通讯中的模拟调制。

虽然钙离子的浓度提升对于它的信号功能是必需的，持续的细胞质钙离子浓度增高对细胞是有害的。所以，细胞内的钙信号通常是瞬时的，比如说，Ca2+浓度升高之后快速下，或者，以振荡形式存在。与信息论类似，Ca2+的振幅与频率同时定义了钙的编码模式。基于此，可以定义3种不同的钙编码模式:
- - AM（调幅）编码 Ca2+ 信号: 刺激强度被编码为钙振荡的振幅。换句话说，同样性质但强度不同的刺激联系着钙振荡的不同振幅，而振荡频率相同；
  - FM（调频）编码 Ca2+ 信号：刺激强度被编码为钙振荡的频率。换句话说，同样性质但强度不同的刺激联系着钙振荡的不同频率，而振幅相同；
  - AFM 编码 Ca2+ 信号：上面两种模式同时存在。

实验和生物物理建模显示，钙编码的模式对于不同的细胞不同，甚至同一细胞在不同的生理状态下也会显示出不同的编码模式。 这最终可以在医学诊断中用于识别和防止疾病。

## 钙编码的数学认知
钙编码可以被数学描述为钙信号的生物物理模型。 对这些模型的相平面分析和分岔分析能够阐明钙振荡的频率和振幅如何随着模型参数的改变而改变。

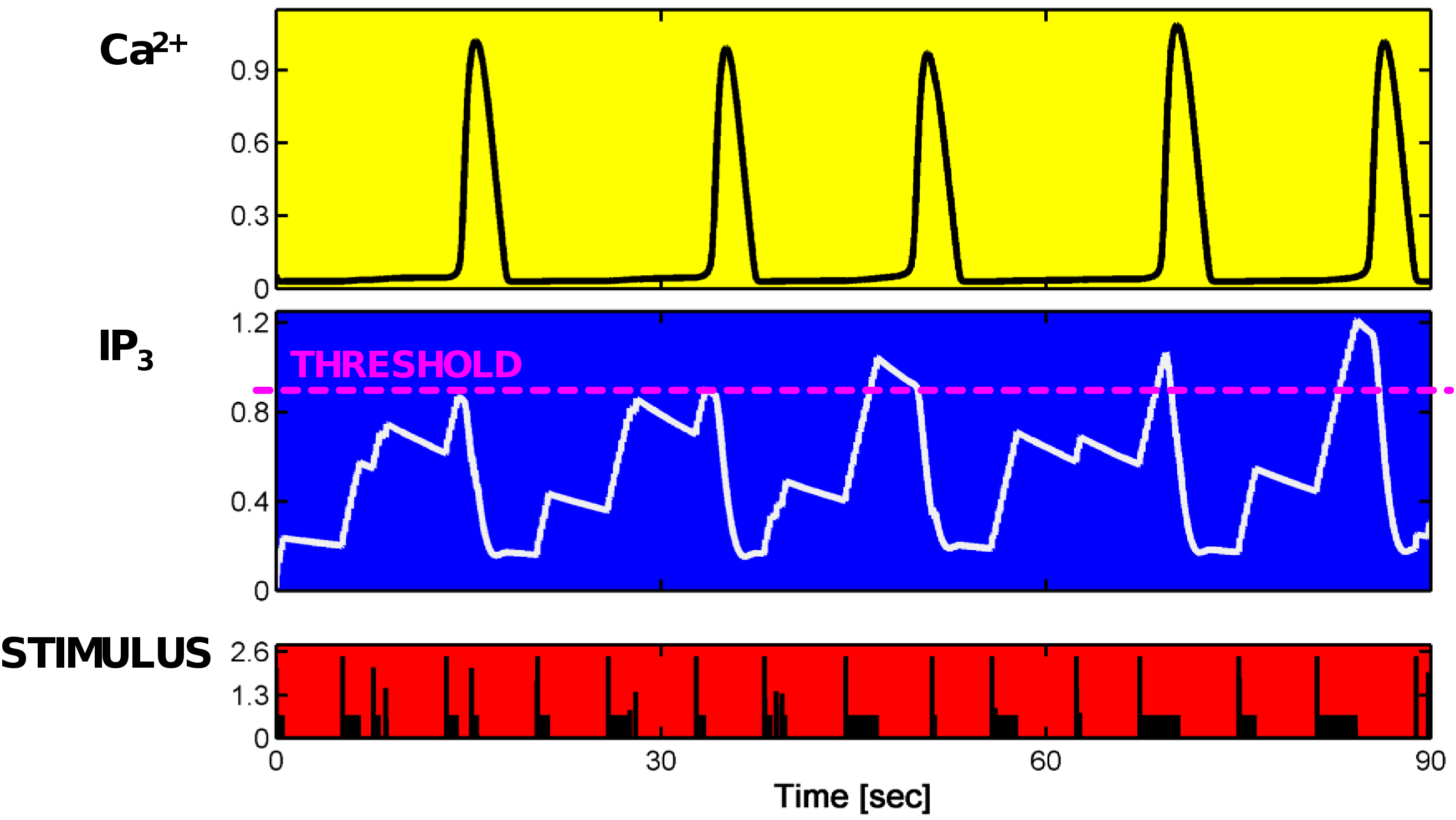
刺激整合。只有刺激能够积累（整合） IP_{3}到一定的阈值之后，FM型编码的钙振荡才能发生。

建模揭示出研究钙编码的一个关键角度：钙编码如何依赖于基于钙动员信号的复杂反应网络的动力学。这需要同时包含钙离子动力学和钙动员信号动力学的模型。一个简单而具有生物物理实际性的模型是 ChI 模型。 这一研究的主要结论是：钙动员信号（ IP3）对于AFM型编码是必需的，而钙振荡可以是FM或AFM型不过不会是AM型。 IP3信号的AFM特性被认为是将离散的胞外信号转化为连续的胞内钙信号的理想方法。